# Niphona ornatoides
Niphona ornatoides är en skalbaggsart som beskrevs av Stefan von Breuning 1938. Niphona ornatoides ingår i släktet Niphona och familjen långhorningar. Inga underarter finns listade i Catalogue of Life.